# Čižatice
Čižatice je obec na Slovensku, v okrese Košice-okolí v Košickém kraji. V roce 2011 zde žilo 382 obyvatel.

## Památky
- Řeckokatolický kostel Nanebevzetí Přesvaté Bohorodičky je jednolodní modernistická stavba s věží tvořící její součást z první poloviny 20. století. Fasáda je členěna lizénami a ukončena dekorativní lichoběžníkovou atikou. Věž má jehlancovou helmici.

## Galerie

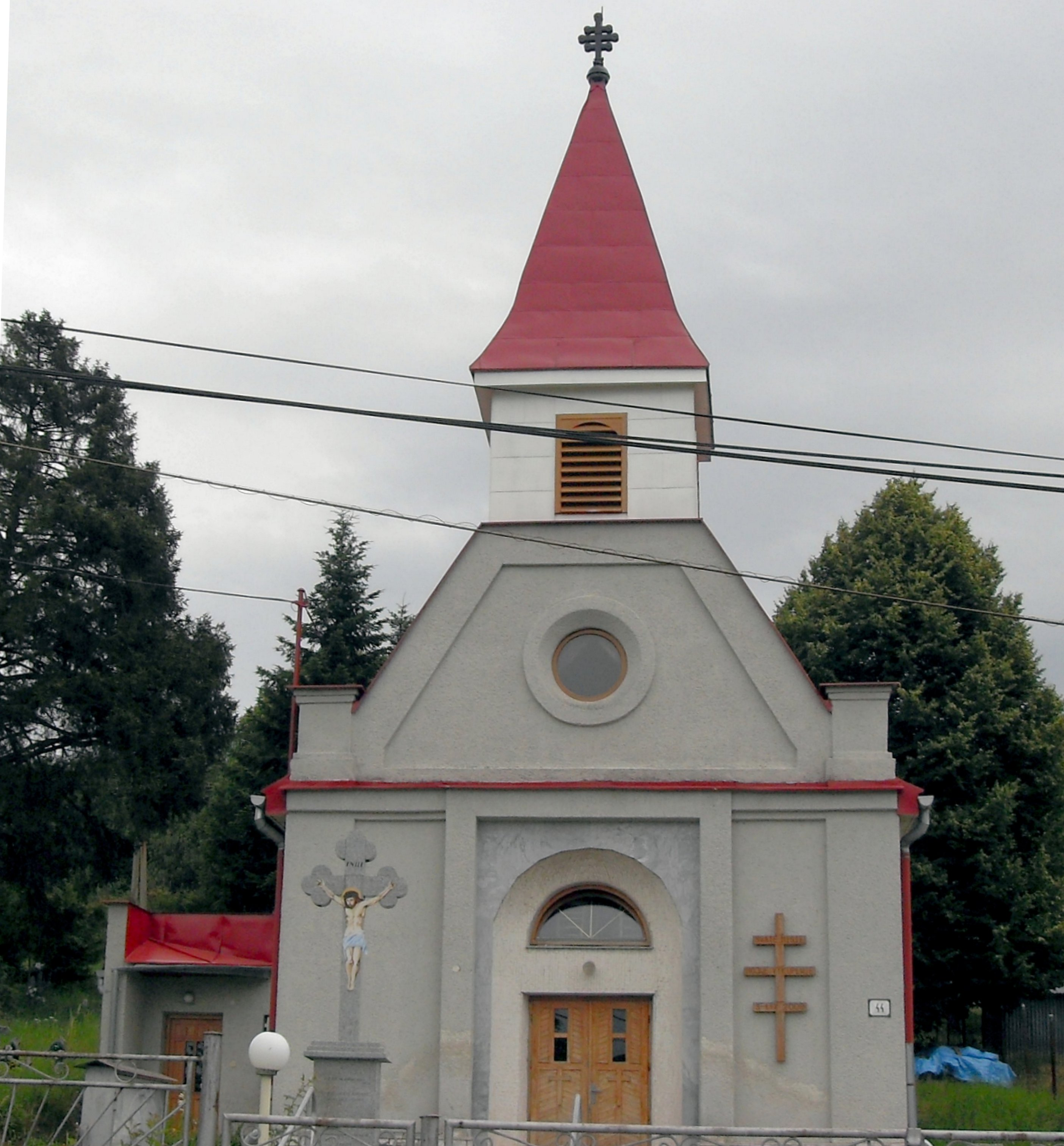
Kostel Nanebevzetí Přesvaté Bohorodičky